# 驚奇隊長2
《驚奇隊長2》（英語：The Marvels）是一部2023年美國超級英雄電影，以漫威漫畫角色「驚奇隊長」卡蘿·丹佛斯、莫妮卡·藍博和「驚奇少女」卡瑪拉·克汗為主角，由漫威影業製作，華特迪士尼工作室電影發行。影片是2019年電影《驚奇隊長》續集，同時是2022年開播的Disney+影集《驚奇少女》續作；「漫威電影宇宙」（MCU）的第33部電影作品，屬於漫威電影宇宙第五階段。電影由妮亞·達科斯塔執導，達科斯塔、梅根·麥克唐納和艾麗莎·卡拉西克編劇，布麗·拉森領銜出演「驚奇隊長」卡蘿·丹佛斯，泰娜·帕麗斯出演莫妮卡·藍博，伊曼·維拉尼出演「驚奇少女」卡瑪拉·克汗，主演還包括札薇·艾希頓、蓋瑞·路易斯、朴敘俊、潔諾比亞·史洛夫、莫漢·卡普爾、薩加爾·撒賀及山繆·傑克森。
2019年7月，漫威宣佈開發《驚奇隊長》續集。2020年1月，梅根·麥克唐納被聘為編劇，布麗·拉森確認回歸出演「驚奇隊長」卡蘿·丹佛斯。8月，漫威宣佈聘請妮亞·達科斯塔執導影片。12月，伊曼·維拉尼和泰娜·帕麗斯確定參演影片。第二攝影組於2021年4月中旬在開機拍攝，主體拍攝於2021年8月在英格蘭白金漢郡的松林製片廠和義大利維博瓦倫蒂亞省的特羅佩亞開機，取景地點還包括洛杉磯和紐澤西州。
《驚奇隊長2》2023年11月10日在美國院線上映。電影獲得褒貶不一的評價，混亂的編劇設計遭受批評，但是演員的陣容化學反應則獲得肯定。其全球票房為2.06億美元，而總製作預算為2.748億美元，成為MCU中票房最低的電影，也是少數幾部在院線上映時無法實現收支平衡的MCU電影之一。

## 劇情
卡蘿·丹佛斯無視至高智慧的影響並摧毀了它，導致了克里人內戰和他們的家園哈拉星的荒蕪，這場衝突也使得該星球失去了空氣、水和陽光，哈拉星變得十分貧瘠。
克里族的新領導人達本獲得了一半的量子手鐲，而卡瑪拉·克汗則擁有另外一半。達本利用手鐲的力量分給了她的手下，稱之為萬能武器，並將宇宙的一處跳躍點給撕開，該現象也被天劍局偵測到。
與此同時，尼克·福瑞正居住在神刃太空站，主持著克里人和史克魯爾人帝國之間的和平談判。福瑞傳喚卡蘿和莫妮卡·藍博調查神刃太空站附近的跳躍點異常。當莫妮卡觸摸它時，她、卡蘿和卡瑪拉互換位置。這次轉換導致三個人相互對抗克里族人，也導致卡瑪拉的房子被摧毀。
三人回到原處後，福瑞和莫妮卡前往地球上拜訪卡瑪拉。當卡瑪拉急迫地展示她的能力時，她再次和卡蘿換了位置。當卡蘿飛走時，她在空中和卡瑪拉交換位置。小隊推測當它們的光子能量通過量子糾纏聯繫在一起，當三人之中任何一人使用他的能量時，他們就會同時互換位置。
三人在史克魯爾人的難民殖民地達尼斯星集合，在那裡，重新安置史克魯爾人的談判已經破局。達本撕開另一個跳躍點，將達尼斯星的大氣吸走來恢復哈拉星的空氣。在匆忙撤離殖民地之後，卡蘿、莫妮卡和卡瑪拉組成了一個團隊，被卡瑪拉非正式地稱為「驚奇天團」。卡蘿告訴其他人量子手鐲是被用來創造跳躍點連結網路，當達本使用它時，三人因為相互接觸它的能量而糾纏在一起。達本的跳躍點反覆破裂導致網絡不穩定，危及整個宇宙。
達本到達了水行星阿拉丹拿星，在她打開了一個跳躍點，並將海水引向哈拉星後感動落淚。她的最終計劃是篡奪地球的太陽以恢復哈拉星的太陽。驚奇天團戰鬥並制伏了達本，但她偷走了卡瑪拉的手鐲，並用兩個手鐲在太空撕開了另一個洞。這一舉動也讓達本被撕裂，並留下了進入多元宇宙的破洞。在卡瑪拉奪回手鐲後，她和卡蘿用他們的聯合力量給莫妮卡注入能量，讓她從另一邊堵住洞，但這也讓她被困在另一個宇宙。卡蘿飛向哈拉星的太陽，用她的力量恢復了它的能量。
與卡蘿和莫妮卡的短暫合作激勵了卡瑪拉尋找其他英雄並組成一個新的團隊。透過福瑞的平板，她找上了住在紐約的凱特·畢夏普，並計畫找史考特·朗恩的女兒凱西·朗恩加入。在片尾彩蛋中，莫妮卡在一個平行宇宙中醒來，瑪莉亞和漢克·麥考伊正迎接她。

## 演員
| 演員            | 角色                  | 備註 |
| --------------- | --------------------- | --- |
| 布麗·拉森       | 卡蘿·丹佛斯／驚奇隊長 | 前美國空軍飛行員，復仇者成員。一場事故改變了體內DNA，使其擁有超人的力量、能量投射和飛行的力量。                                                                             |
| 泰娜·帕麗斯     | 莫妮卡·藍博           | 卡蘿·丹佛斯摯友瑪莉亞·藍博的女兒，天劍局特工。在2021年影集《汪達幻視》中，該角色因穿過「緋紅女巫」汪達·麥西莫夫構建的宇宙微波背景邊界，獲得能將自身轉換成光譜能量的超能力。 |
| 伊曼·維拉尼     | 卡瑪拉·克汗           | 來自澤西市的巴基斯坦裔美國人，穆斯林少女，擁有能將光實體化的能力。該角色在2022年影集《驚奇少女》中首次出現於漫威電影宇宙。                                                  |
| 札薇·艾希頓     | 達本                  | 從控訴者羅南繼承萬能武器的克里人戰士。 |
| 蓋瑞·路易斯     | 卓治皇帝              | 史克魯爾人的領袖。 |
| 朴敘俊          | 陽王子                | 歌唱星球阿拉丹拿星（Aladna）的王子，與克里人敵對。 |
| 潔諾比亞·史洛夫 | 穆妮芭·克汗           | 卡瑪拉之母。 |
| 莫漢·卡普爾     | 尤瑟夫·克汗           | 卡瑪拉之父。 |
| 薩加爾·撒賀     | 阿米爾·克汗           | 卡瑪拉之兄。 |
| 山繆·傑克森     | 尼克·福瑞             | 神盾局前局長，當前在神刃太空站與史克魯爾人合作。 |
| 拉莎娜·林區     | 瑪莉亞·藍博           | 主宇宙的天劍局前局長，是「驚奇隊長」卡蘿·丹佛斯擔任空軍飛行員時的隊員兼摯友，連治此前亦曾在2022年電影《奇異博士2：失控多元宇宙》中出演838號宇宙中的驚奇隊長。               |
| 拉莎娜·林區     | 雙星                  | 片尾客串，另一個宇宙中的瑪莉亞。 |

此外，丹尼爾·艾格斯飾演克里人戰士泰朗（Ty-Rone）。
於前作登場的瘋奇獸、卡蘿的寵物呆頭鵝出現在電影中。泰莎·湯普森回歸客串飾演瓦爾基麗王。海莉·史坦菲德回歸客串飾演「鷹眼」凱特·畢夏普，該角色在2021年Disney+影集《鷹眼》中首次出現於漫威電影宇宙。凱爾塞·格拉瑪於片尾彩蛋中回歸客串飾演另一個宇宙的「藍獸」漢克·麥考伊，格拉瑪此前在二十世紀福斯製作和發行的《X戰警系列電影》中出演10005號宇宙的相應角色。

## 製作

### 開發
2019年2月，布麗·拉森表示希望在《驚奇隊長》續集中引入「驚奇少女」卡瑪拉·克汗。監製凱文·費吉此前透露計劃在《驚奇隊長》上映之後，將卡瑪拉·克汗引入漫威電影宇宙。伊曼·維拉尼於2020年9月確定出演Disney+影集《驚奇少女》中的標題角色「驚奇少女」卡瑪拉·克汗。3月，凱文·費吉表示自己對於《驚奇隊長》續集已有「非常精彩」的創意，費吉補充續集故事的發生時間可能仍設定於第一部影片的1990年代，也可能設定在當今時間。拉沙娜·林奇表示有意在續集中繼續出演丹佛斯的朋友瑪莉亞·藍博。2019年7月，凱文·費吉在聖地牙哥國際漫畫展上表示影片正在開發中。
2020年1月，漫威聘請梅根·麥克唐納撰寫劇本，她此前是Disney+影集《汪達幻視》的編劇組成員之一。布麗·拉森確認回歸繼續出演「驚奇隊長」卡蘿·丹佛斯。《驚奇隊長》導演安娜·波頓與瑞安·弗雷克不再回歸，漫威正在尋求女導演執導影片。2020年4月，迪士尼宣佈影片定於2022年7月8日在美國上映。2020年8月，凱文·費吉會見包括奧利維亞·魏爾德和詹米·巴比特在內的多名導演人選之後，選定妮亞·達科斯塔執導電影。《好萊塢新聞前線》的撰稿人賈斯汀·克洛爾（Justin Kroll）稱這是「漫威為其電影繼續增加多樣性的另一個標誌」。妮亞·達科斯塔是漫威影業聘請的第一位黑人女導演，屆時這部影片可能成為黑人女導演執導的最高預算電影。《好萊塢報導》的撰稿人李察·紐比（Richard Newby）稱妮亞·達科斯塔會為漫威電影宇宙和驚奇隊長系列電影帶來「充滿活力的新能量」，他表示妮亞·達科斯塔作為「電影製作人，喜歡挑戰一些先入為主的觀念，比如關於角色與故事背後傳說之間的聯繫」。紐比認為影片可以從當代美國黑人女性莫妮卡·藍博的角度出發，探索卡蘿·丹佛斯離開地球的原因以及她擁有的強大超能力在宇宙中的定位。

### 前期製作
2020年12月，凱文·費吉在迪士尼投資人會議上公佈影片的暫定名稱為《驚奇隊長2》（Captain Marvel 2），同時將影片在美國的上映日期推遲至2022年11月11日。費吉確認妮亞·達科斯塔執導影片，同時宣佈伊曼·維拉尼回歸出演「驚奇少女」卡瑪拉·克汗，泰娜·帕麗斯回歸出演莫妮卡·藍博。維拉尼在Disney+影集《驚奇少女》中首次出演「驚奇少女」卡瑪拉·克汗。帕麗斯在Disney+影集《汪達幻視》中首次出演莫妮卡·藍博，該角色在2019年電影《驚奇隊長》中首次出現於漫威電影宇宙，影片中的時間設定於1995年，由阿麗卡·阿卡巴出演少女時期的莫妮卡。帕麗斯表示，在影集《汪達幻視》中簡單提及卡蘿·丹佛斯之後，影片將繼續探索莫妮卡和她的關係。她同時表示很高興能夠在2021年電影《糖果人》之後，再次與導演達科斯塔合作。2021年2月，札薇·艾希頓確定出演反派角色。2021年3月，主體拍攝計劃於2021年5月下旬開機，第二攝影組計劃於2021年4月中旬開啟拍攝作業。

### 拍攝
第二攝影組於2021年4月9日在新澤西州的澤西市開啟拍攝作業，工作標題為「極端混亂」（Goat Rodeo），完成空中全景、定場鏡頭和綠幕場景拍攝。2021年5月，漫威公佈公佈影片的正式片名為。的伊桑·安德頓（Ethan Anderton）認為新片名「清晰地」表明影片主角為驚奇隊長和驚奇少女，特別是影片標誌中「S」的設計直接來源於影集《驚奇少女》的標誌，另外莫妮卡·藍博在影集《汪達幻視》中獲得超能力之後，她也可能成為「驚奇家族」的成員。《好萊塢報導》的格雷姆·麥克米蘭（Graeme McMillian）讚同這一說法，他同時稱該標題可能指超級英雄家庭，類似於DC漫畫中的「驚奇家族」（現在改稱為「沙贊家族」）。
主體拍攝原計劃於2021年5月31日開機，隨後推遲至2021年8月在英格蘭白金漢郡的松林製片廠開機，西恩·鮑比特擔當攝影指導。2021年6月15日，朴敘俊確定參演影片，他在完成韓國電影《水泥烏托邦：末日浩劫》拍攝作業之後，計劃於2021年中期前往美國參與影片拍攝。7月，布麗·拉森和泰娜·帕麗斯透露已經開始準備進組拍攝。導演達科斯塔稱相較於她此前拍攝的2018年電影《橫越生死線》和2021年電影《糖果人》，《驚奇隊長2》的故事情節更加輕鬆，她還表示，相較於以前參與製作的電影，漫威給予了自己更多的創作自由。2021年8月12日，山繆·傑克森確定回歸出演尼克·福瑞。2021年8月27日，製作組在意大利維博瓦倫蒂亞省特羅佩亞的第勒尼安海海灘取景拍攝，取景地還包括卡拉布里亞大區。2021年9月3日，朴敘俊來到洛杉磯準備拍攝作業。2021年9月7日，薩加爾·謝赫（Saagar Shaikh）、潔諾比亞·史洛夫和莫漢·卡普爾確定回歸出演卡瑪拉的哥哥阿米爾（Amir）、母親穆妮芭（Muneeba）和父親尤瑟夫（Yusuf），這些角色在影集《驚奇少女》中首次出現於漫威電影宇宙。取景地點還包括新澤西州。2023年4月，《The Ringer》報道指電影正在大幅度地重拍和重製。同月，《驚奇隊長2》釋出前導預告，並揭示札薇·艾希頓和丹尼爾·艾格斯將分別飾演本作的反派角色達本和泰朗（Ty-Rone）。

## 發行
2020年4月，《驚奇隊長2》原計劃於2022年7月8日在美國上映。2020年12月，上映日期被推遲至2022年11月11日。《驚奇隊長2》原計劃於2022年11月在中國大陸、台灣和香港上映。2021年10月，《驚奇隊長2》的美國上映日期延後至2023年2月17日。2022年4月，《驚奇隊長2》的美國上映日期延後至2023年7月28日。2023年2月18日，公開首張電影海報並宣布電影的美國上映日期延後至2023年11月10日。《驚奇隊長2》屬於漫威電影宇宙第五階段。

## 迴響

### 票房
《驚奇隊長2》在美國和加拿大，與《伯利恆之旅》一起上映，最初外界預估本片首映週末在4030家影院能獲得約6000萬美元的票房收入。首日票房為2130萬美元（包括週四晚間預映的660萬美元，低於2019年第一集的2070萬美元），預估下調至4700萬至5200萬美元。本片首映票房為4610萬美元，位居票房榜首，但也是漫威宇宙電影成立以來首映週末總票房最低的電影。幾間媒體給本片貼上了票房炸彈的標籤。
| 上一届： 《佛萊迪餐館之五夜驚魂》   | 2023年美國週末票房冠軍 第45週 | 下一届： 《飢餓遊戲：鳴鳥與游蛇之歌》 |
| 上一届： 《泰勒絲：時代巡迴演唱會》 | 2023年台北週末票房冠軍 第45週 | 下一届： 《飢餓遊戲：鳴鳥與游蛇之歌》 |
| 上一届： 《白日之下》               | 2023年香港一週票房冠軍 第45週 | 下一届： 《白日之下》                 |
| 上一届： 《白日之下》               | 2023年香港週末票房冠軍 第46週 | 下一届： 《白日之下》                 |
| 上一届： 《蒼鷺與少年》             | 2023年韓國週末票房冠軍 第45週 | 下一届： 《玩具熊的五夜后宫》         |

### 評價
根据評論匯總网站爛番茄汇总的371篇评论文章，62%的评论家给予该作正面评价，使之獲得「認證新鮮」標識，平均打分为5.9分（满分10分）。该网站总结的评论家共识是“《驚奇隊長2》雖然故事雜亂、基調變化混亂，但有趣、簡短、令人耳目一新，並因三位主角的化學反應而得到昇華，相當容易享受其中。”在Metacritic上，57位影評人共給予了50分的分數（滿分100分），這部電影獲得了「評價褒貶不一或一般」。

## 相關媒體

### 紀錄片特輯
2021年2月，迪士尼宣布製作紀錄片影集《漫威影業：創作大本營》，包括漫威電影宇宙電影和影集項目的幕後製作花絮，並採訪主要演員和創意團隊。以電影《Marvel隊長2》為主題的特輯於2024年2月7日在Disney+釋出。

## 資料來源
1. 1 2  Reid, Caroline. . Forbes. 2023-09-20  [2023-09-20]. （原始内容存档于2023-09-20）. it spent $274.8 million and banked a $55 million subsidy from the government of the United Kingdom where the movie was made. This brought its net spending down to $219.8 million （页面存档备份，存于）
2. ↑  The Marvels (2023) at The Numbers. Nash Information Services, LLC. Retrieved 2023-11-11.
3. (Youtube). MarvelTW.   [2023-04-11]. （原始内容存档于2023-07-04）. （页面存档备份，存于）
4. ↑  Coggan, Devan. . Entertainment Weekly. 2018-09-05  [2018-09-06]. （原始内容存档于2018-09-06） （美国英语）. （页面存档备份，存于）
5. 1 2  Boucher, Geoff. . Deadline Hollywood. 2020-01-22  [2020-01-25]. （原始内容存档于2020-01-24） （美国英语）. （页面存档备份，存于）
6. 1 2 3 4 5 6 7  Miller, Liz Shannon. . Collider. 2020-12-10  [2020-12-10]. （原始内容存档于2020-12-11） （美国英语）. （页面存档备份，存于）
7. ↑  Lawrence, Gregory. . Collider. 2021-02-23  [2021-03-06]. （原始内容存档于2021-02-24） （美国英语）. （页面存档备份，存于）
8. ↑  Davis, Clayton. . Variety. 2021-06-22  [2021-06-23]. （原始内容存档于2021-06-22） （美国英语）. （页面存档备份，存于）
9. 1 2  Kroll, Justin. . Deadline Hollywood. 2021-02-12  [2021-02-12]. （原始内容存档于2021-02-12） （美国英语）. （页面存档备份，存于）
10. 1 2  George, Joe. . Den of Geek. 2023-04-11  [2023-04-11]. （原始内容存档于2023-04-11）. （页面存档备份，存于）
11. 1 2  Dela Paz, Maggie. . ComingSoon.net. 2021-06-15  [2021-06-16]. （原始内容存档于2021-06-17） （美国英语）. （页面存档备份，存于） – via Hwa, Jeong. . Star News Korea. Naver Corporation. 2021-06-15  [2021-06-15]. （原始内容存档于2021-06-17） （韩语）. （页面存档备份，存于）
12. ↑  Chanliau, Pierre. . The Direct. 2023-04-11  [2023-04-12] （美国英语）.
13. ↑  Mehra, Vansh. . Sportskeeda. 2023-04-12  [2023-04-12]. （原始内容存档于2023-07-23）. （页面存档备份，存于）
14. 1 2 3 4  Hussaini, Syed Fahadullah. . Screen Rant. 2021-09-07  [2021-09-07]. （原始内容存档于2021-09-07） （美国英语）. （页面存档备份，存于）
15. 1 2 3  Reul, Katie. . Variety. 2023-04-11  [2023-04-11]. （原始内容存档于2023-04-11）. （页面存档备份，存于）
16. ↑  Holmes, Adam. . CinemaBlend. 2021-08-12  [2022-03-18]. （原始内容存档于2021-08-12）. （页面存档备份，存于）
17. 1 2  White, James. . Empire. 2021-08-11  [2021-08-12]. （原始内容存档于2021-08-12） （美国英语）. （页面存档备份，存于）
18. 1 2  Jackson, Samuel L. [@samuelljackson]. . 2021-08-12  [2021-08-13] –Instagram （美国英语）.
19. ↑  Vito Oddo, Maro. . Collider. 2023-04-11  [2023-04-12]. （原始内容存档于2023-04-12） （美国英语）. （页面存档备份，存于）
20. 1 2  . 美國電影協會. 2023-04-11  [2023-04-11]. （原始内容存档于2023-04-11）. （页面存档备份，存于）
21. ↑  Moreau, Jordan. . Variety. 2022-09-10  [2022-09-10]. （原始内容存档于2022-09-11）. （页面存档备份，存于）
22. ↑  Jackson, Angelique. . Variety. November 6, 2023  [November 6, 2023]. （原始内容存档于November 7, 2023）. （页面存档备份，存于）
23. ↑  Aguilar, Matthew. . ComicBook.com. 2019-02-14  [2020-01-24]. （原始内容存档于2019-08-18） （美国英语）. （页面存档备份，存于）
24. ↑  Osborn, Alex. . IGN. 2018-05-12  [2019-04-08]. （原始内容存档于2018-05-13） （美国英语）. （页面存档备份，存于）
25. ↑  Hough, Q.V. . Screen Rant. 2019-03-03  [2020-01-24]. （原始内容存档于2019-04-08） （美国英语）. （页面存档备份，存于）
26. ↑  Boone, John. . Entertainment Tonight. 2019-03-08  [2020-01-24]. （原始内容存档于2019-11-08） （美国英语）. （页面存档备份，存于）
27. ↑  Boone, John. . Entertainment Tonight. 2019-03-08  [2020-01-24]. （原始内容存档于2019-05-02） （美国英语）. （页面存档备份，存于）
28. ↑  Hood, Cooper. . Screen Rant. 2019-07-20  [2019-07-21]. （原始内容存档于2019-07-21） （美国英语）. （页面存档备份，存于）
29. 1 2  Kit, Borys. . The Hollywood Reporter. 2020-01-22  [2020-01-22]. （原始内容存档于2020-01-23） （美国英语）. （页面存档备份，存于）
30. 1 2  Romano, Nick. . Entertainment Weekly. 2020-04-03  [2020-04-03]. （原始内容存档于2020-04-03） （美国英语）. （页面存档备份，存于）
31. ↑  Vary, Adam B. . Variety. 2020-08-05  [2020-08-05]. （原始内容存档于2020-08-06） （美国英语）. （页面存档备份，存于）
32. 1 2  Kroll, Justin. . Deadline Hollywood. 2020-08-05  [2020-08-05]. （原始内容存档于2020-08-06） （美国英语）. （页面存档备份，存于）
33. ↑  Newby, Richard. . The Hollywood Reporter. 2020-08-06  [2020-08-07]. （原始内容存档于2020-08-07） （美国英语）. （页面存档备份，存于）
34. ↑  Kroll, Justin. . Deadline Hollywood. 2020-09-30  [2020-09-30]. （原始内容存档于2020-09-30） （美国英语）. （页面存档备份，存于）
35. ↑  Thorne, Will. . Variety. 2019-07-20  [2019-07-21]. （原始内容存档于2019-07-21） （美国英语）. （页面存档备份，存于）
36. 1 2  Coggan, Devan. . Entertainment Weekly. 2021-02-18  [2021-02-18]. （原始内容存档于2021-02-18） （美国英语）. （页面存档备份，存于）
37. 1 2 3  Gelman, Samuel. . Comic Book Resources. 2021-03-25  [2021-03-26]. （原始内容存档于2021-03-26） （美国英语）. （页面存档备份，存于）
38. 1 2 3 4  Anderson, Jenna. . ComicBook.com. 2021-04-21  [2021-04-21]. （原始内容存档于2021-04-22） （美国英语）. （页面存档备份，存于）
39. 1 2 3  Rances, Margarita. . Epicstream. 2021-04-07  [2021-04-08]. （原始内容存档于2021-04-08） （美国英语）. （页面存档备份，存于）
40. ↑  . Production Weekly. 2021-03-24  [2021-03-26]. （原始内容存档于2021-03-26） （美国英语）. （页面存档备份，存于）
41. ↑  Couch, Aaron. . The Hollywood Reporter. 2021-05-03  [2021-05-03]. （原始内容存档于2021-05-03） （美国英语）. （页面存档备份，存于）
42. ↑  Anderton, Ethan. . /Film. 2021-05-03  [2021-05-03]. （原始内容存档于2021-05-03） （美国英语）. （页面存档备份，存于）
43. ↑  McMillian, Graeme. . The Hollywood Reporter. 2021-05-03  [2021-05-04]. （原始内容存档于2021-05-04） （美国英语）. （页面存档备份，存于）
44. ↑  Ridgely, Charlie. . ComicBook.com. 2021-08-10  [2021-08-10]. （原始内容存档于2021-08-10） （美国英语）. （页面存档备份，存于）
45. ↑  Consoli, Ben.  (). Go Creative Show.  事件发生在 54:43. 2021-03-22  [2021-04-06]. （原始内容存档于2021-04-19） –Castbox （美国英语）.
46. ↑  Goffe, Nadira. . Screen Rant. 2021-07-02  [2021-07-22]. （原始内容存档于2021-07-03） （美国英语）. （页面存档备份，存于）
47. ↑  Fuge, Jon. . MovieWeb. 2021-07-12  [2021-07-22]. （原始内容存档于2021-07-13） （美国英语）. （页面存档备份，存于）
48. ↑  Agard, Chancellor. . Entertainment Weekly. 2021-07-19  [2021-07-22]. （原始内容存档于2021-07-19） （美国英语）. （页面存档备份，存于）
49. ↑   [Marvel Studios choose Tropea: filming of "The Marvels" will begin on August 27]. Gazzetta del Sud. 2021-08-19  [2021-08-20]. （原始内容存档于2021-08-20） （意大利语）. （页面存档备份，存于）
50. ↑  . Bollywood Hungama. 2021-09-03  [2021-09-06]. （原始内容存档于2021-09-06） （美国英语）. （页面存档备份，存于）
51. ↑  . Pursue News. 2021-04-08  [2021-04-08]. （原始内容存档于2021-04-08） （美国英语）. （页面存档备份，存于）
52. ↑  Robinson, Joanna [@jowrotethis].  (推文). 2023-04-04  [2023-04-04]. （原始内容存档于2023-04-05） –Twitter.
53. ↑  漫威影业. . 2021-05-03  [2021-05-03] –新浪微博 （中文（中国大陆））.
54. ↑  Marvel Studios. . 2021-05-03  [2021-05-03]. （原始内容存档于2021-05-05） –YouTube （美国英语）.
55. ↑  Marvel Studios. . 2021-05-03  [2021-05-03]. （原始内容存档于2021-05-03） –YouTube （美国英语）.
56. ↑  Rubin, Rebecca. . Variety. 2021-10-18  [2021-10-18]. （原始内容存档于2021-10-18） （美国英语）. （页面存档备份，存于）
57. ↑  D'Alessandro, Anthony. . Deadline Hollywood. 2022-04-29  [2022-04-29]. （原始内容存档于2022-04-29） （美国英语）. （页面存档备份，存于）
58. ↑  Paige, Rachel. . Marvel.com. 2020-12-11  [2020-12-14]. （原始内容存档于2020-12-13） （美国英语）. （页面存档备份，存于）
59. ↑  D'Alessandro, Anthony; Tartaglione, Nancy. . Deadline Hollywood. 2023-11-07  [2023-11-08]. （原始内容存档于2023-11-07）. （页面存档备份，存于）
60. ↑  D'Alessandro, Anthony. . Deadline Hollywood. 2023-11-11  [2023-11-11]. （原始内容存档于2023-11-11）. （页面存档备份，存于）
61. ↑  Rahul Malhotra. . Collider. 2023-11-12  [2023-11-12]. （原始内容存档于2023-11-13）. （页面存档备份，存于）
62. ↑  McClintock, Pamela. . The Hollywood Reporter. 2023-11-11  [2023-11-11]. （原始内容存档于2023-11-11）. （页面存档备份，存于）
63. ↑  Rebecca Rubin. . Variety. 2023-11-12  [2023-11-12]. （原始内容存档于2023-11-12）. （页面存档备份，存于）
64. ↑  . Variety.   [2023-11-13]. （原始内容存档于2024-04-02）.
65. ↑  . Rotten Tomatoes. Fandango Media.   [2025-02-04].
66. ↑  . Metacritic. Fandom.   [2025-06-15].
67. ↑  Paige, Rachel. . Marvel.com. 2021-02-16  [2021-02-16]. （原始内容存档于2021-02-16） （美国英语）.
68. ↑  Ridgely, Charlie. . ComicBook.com. 2024-01-22.

## 外部連結
- 官方网站
- 互联网电影数据库（IMDb）上《驚奇隊長2》的资料（英文）
- 爛番茄上《驚奇隊長2》的資料（英文）
- AllMovie上《驚奇隊長2》的资料（英文）
- Box Office Mojo上《驚奇隊長2》的资料（英文）
- Metacritic上《驚奇隊長2》的資料（英文）
- 開眼電影網上《驚奇隊長2》的資料（繁體中文）
- 豆瓣电影上《驚奇隊長2》的資料 （简体中文）